# Piłka siatkowa na Letnich Igrzyskach Olimpijskich 2024
Turniej olimpijski w piłce siatkowej rozgrywany podczas Letnich Igrzysk Olimpijskich 2024 w Paryżu był szesnastym w historii igrzysk olimpijskich zmaganiem w halowej odmianie tej dyscypliny sportu i ósmym w wersji plażowej. Rywalizacja toczyła się zarówno u kobiet, jak i u mężczyzn, a przystąpiło do niej po 12 zespołów halowych (męskich i żeńskich) oraz po 24 pary plażowe (męskie i żeńskie). Arenami zmagań były Paris Expo Porte de Versailles dla siatkówki halowej oraz Pole Marsowe dla siatkówki plażowej.

## Siatkówka halowa
Udział w turnieju olimpijskim zapewniony miały wyłącznie obydwie reprezentacje Francji (męska i żeńska) – jako przedstawiciele gospodarza igrzysk, pozostałe drużyny narodowe – zarówno u kobiet, jak i u mężczyzn – musiały uzyskać kwalifikację. Zakwalifikowanie się do turnieju mogło się odbyć na jeden spośród dwóch sposobów, tj. poprzez:
- interkontynentalne turnieje kwalifikacyjne (6 zespołów)
- ranking FIVB (5 zespołów – cztery najwyżej sklasyfikowane w rankingu zespoły (po edycji Ligi Narodów 2024), które nie uzyskały kwalifikacji na IO poprzez interkontynentalny turniej kwalifikacyjny niezależnie od kontynentu, a także na podstawie klucza kontynentalnego najwyżej sklasyfikowany w rankingu zespół z Afryki)

### Uczestnicy
| Nazwa imprezy               | Nazwa imprezy | Gospodarz      | miejsca | Zakwalifikowani                        |
| --------------------------- | ------------- | -------------- | ------- | -------------------------------------- |
| Gospodarz                   | Gospodarz     | –              | 1       | Francja                                |
| Interkontynentalne turnieje | Grupa A       | Rio de Janeiro | 2       | Niemcy Brazylia                        |
| Interkontynentalne turnieje | Grupa B       | Tokio          | 2       | Stany Zjednoczone Japonia              |
| Interkontynentalne turnieje | Grupa C       | Xi’an          | 2       | Polska Kanada                          |
| Ranking FIVB                | Ranking FIVB  | –              | 5       | Słowenia Włochy Argentyna Serbia Egipt |
| Razem                       | Razem         |                | 12      |                                        |

### Uczestniczki
| Nazwa imprezy               | Nazwa imprezy | Gospodarz | miejsca | Zakwalifikowani                     |
| --------------------------- | ------------- | --------- | ------- | ----------------------------------- |
| Gospodarz                   | Gospodarz     | –         | 1       | Francja                             |
| Interkontynentalne turnieje | Grupa A       | Ningbo    | 2       | Dominikana Serbia                   |
| Interkontynentalne turnieje | Grupa B       | Tokio     | 2       | Turcja Brazylia                     |
| Interkontynentalne turnieje | Grupa C       | Łódź      | 2       | Stany Zjednoczone Polska            |
| Ranking FIVB                | Ranking FIVB  | –         | 5       | Włochy Chiny Japonia Holandia Kenia |
| Razem                       | Razem         |           | 12      |                                     |

## Siatkówka plażowa

### Uczestnicy[2]
| Sposób kwalifikacji                         | Miejsca | Zakwalifikowani |
| ------------------------------------------- | ------- | --- |
| Gospodarz                                   | 1       | Francja |
| Mistrzostwa świata                          | 1       | Czechy |
| Ranking olimpijski (stan na 9 czerwca 2024) | 17      | Szwecja · Norwegia · Niemcy · Brazylia · Stany Zjednoczone · Holandia · Brazylia · Włochy · Polska · Holandia · Katar · Stany Zjednoczone · Hiszpania · Włochy · Australia · Kuba · Austria |
| Kwalifikacje europejskie                    | 1       | Francja |
| Kwalifikacje afrykańskie                    | 1       | Maroko |
| Kwalifikacje azjatyckie                     | 1       | Australia |
| Kwalifikacje północnoamerykańskie           | 1       | Kanada |
| Kwalifikacje południowoamerykańskie         | 1       | Chile |
| Razem                                       | 24      | |

### Uczestniczki
| Sposób kwalifikacji                         | Miejsca | Zakwalifikowane |
| ------------------------------------------- | ------- | --- |
| Gospodarz                                   | 1       | Francja |
| Mistrzostwa świata                          | 1       | Stany Zjednoczone |
| Ranking olimpijski (stan na 9 czerwca 2024) | 17      | Brazylia · Stany Zjednoczone · Kanada · Brazylia · Holandia · Szwajcaria · Łotwa · Chiny · Włochy · Niemcy · Australia · Szwajcaria · Hiszpania · Niemcy · Francja · Litwa · Hiszpania |
| Kwalifikacje europejskie                    | 1       | Czechy |
| Kwalifikacje afrykańskie                    | 1       | Egipt |
| Kwalifikacje azjatyckie                     | 1       | Japonia |
| Kwalifikacje północnoamerykańskie           | 1       | Kanada |
| Kwalifikacje południowoamerykańskie         | 1       | Paragwaj |
| Razem                                       | 24      | |

## Medaliści
| Konkurencja     | Złoto                                 | Srebro                                            | Brąz                                      |
| Mężczyźni hala  | Francja                               | Polska                                            | Stany Zjednoczone                         |
| Kobiety hala    | Włochy                                | Stany Zjednoczone                                 | Brazylia                                  |
| Mężczyźni plaża | Szwecja David Åhman · Jonatan Hellvig | Niemcy Nils Ehlers · Clemens Wickler              | Norwegia Anders Mol · Christian Sørum     |
| Kobiety plaża   | Brazylia Ana Patrícia · Duda Lisboa   | Kanada Brandie Wilkerson · Melissa Humana-Paredes | Szwajcaria Tanja Hüberli · Nina Betschart |

## Tabela medalowa
*   Gospodarz ( Francja)
| Miejsce | Reprezentacja     | Złoto | Srebro | Brąz | Razem |
| ------- | ----------------- | ----- | ------ | ---- | ----- |
| 1       | Brazylia          | 1     | 0      | 1    | 2     |
| 2       | Francja*          | 1     | 0      | 0    | 1     |
| 2       | Włochy            | 1     | 0      | 0    | 1     |
| 2       | Szwecja           | 1     | 0      | 0    | 1     |
| 5       | Stany Zjednoczone | 0     | 1      | 1    | 2     |
| 6       | Polska            | 0     | 1      | 0    | 1     |
| 6       | Niemcy            | 0     | 1      | 0    | 1     |
| 6       | Kanada            | 0     | 1      | 0    | 1     |
| 9       | Norwegia          | 0     | 0      | 1    | 1     |
| 9       | Szwajcaria        | 0     | 0      | 1    | 1     |
| Razem   | Razem             | 4     | 4      | 4    | 12    |